# کرافت‌ورک یونیون
کرافت‌ورک یونیون (به آلمانی: Kraftwerk Union) به اختصار KWU یک شرکت تابعه مشترک شرکت‌های زیمنس و آاِگِ بود که در زمینه ساخت نیروگاه‌ها، به‌ویژه نیروگاه‌های هسته‌ای فعالیت داشت. تأسیسات کارگاهی کرافت‌ورک یونیون در شهرهای مولهایم آن در رور، ارلانگن، برلین، کارلشتاین آم ماین و افنباخ آم ماین مستقر بودند. بعدها شرکت کرافت‌ورک یونیون به بازوی تجاری زیمنس در زمینه ساخت نیروگاه‌ها تبدیل شد.